# Římskokatolická farnost Moravský Beroun
Římskokatolická farnost Moravský Beroun je územní společenství římských katolíků s farním kostelem Nanebevzetí Panny Marie v děkanátu Bruntál ostravsko-opavské diecéze.

## Území farnosti
Do farnosti náleží území těchto obcí:
- Moravský Beroun (bez místní části Nové Valteřice)
  - farní kostel Nanebevzetí Panny Marie
  - kostel Povýšení svatého Kříže u Křížového vrchu s křížovou cestou
  - kaple sv. Jana Nepomuckého v místní části Sedm Dvorů
- Norberčany
  - filiální kostel sv. Antonína Paduánského
  - kaple P. Marie Pomocnice v místní části Nová Véska
  - filiální kostel Narození Panny Marie v místní části Trhavice